# Sauron

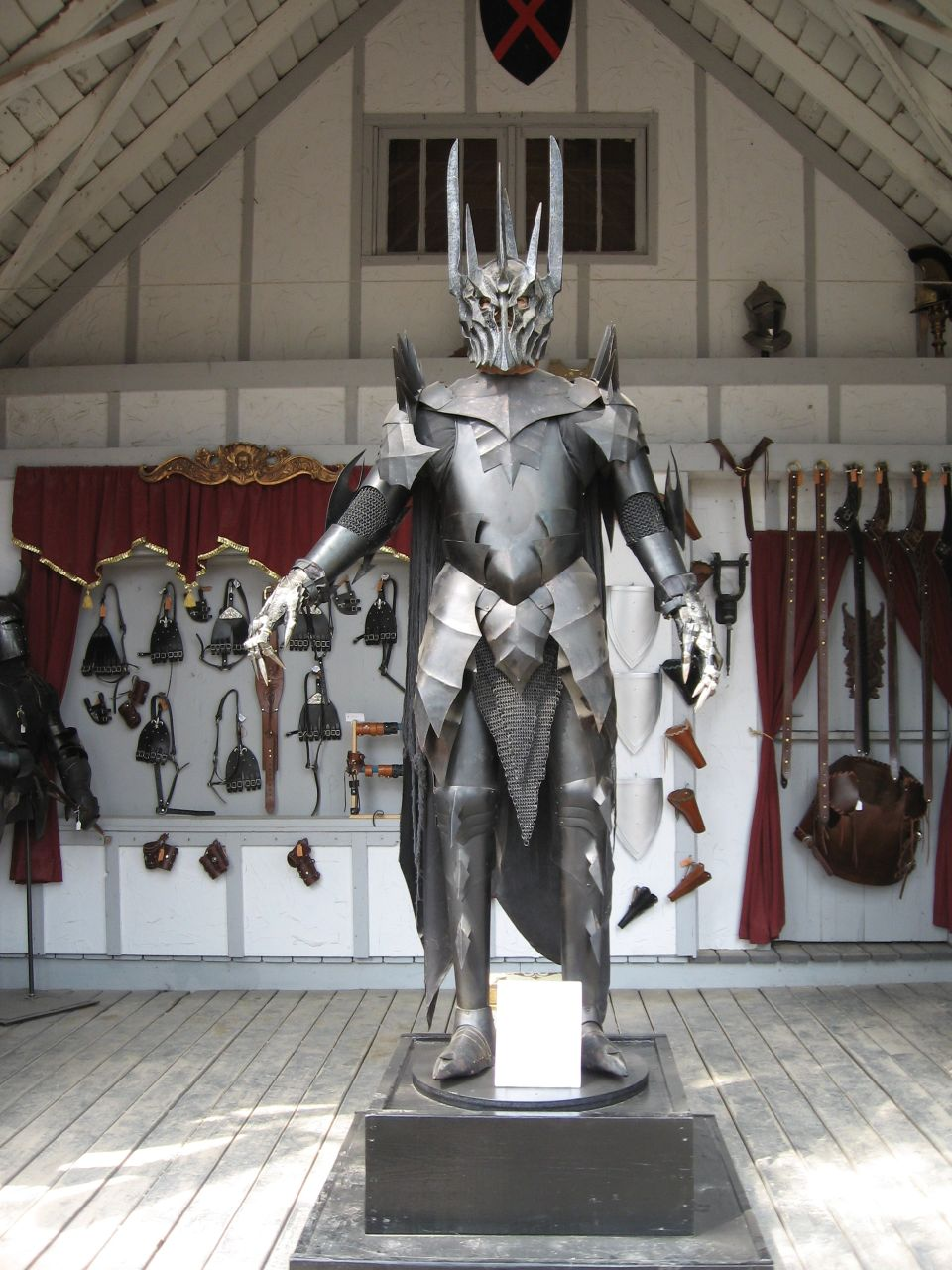
Sauron som han gestaltas i Peter Jacksons filmatisering av Trilogin om Härskarringen

Sauron är företrädare för de onda krafterna och skaparen av Härskarringen som är orsaken till Ringens krig, i J.R.R. Tolkiens böcker om Härskarringen. Sauron framträder även i Silmarillion som Morgoths högste löjtnant och ställföreträdare. Inte mycket sägs om Saurons utseende. Under första åldern kan han ändra utseende som det behagar honom, och när han möter alvsmederna i Eregion framträder han i en vacker gestalt (en som liknar den han har då han möter Eonwë efter Vredens krig).

## Från begynnelsen
Innan ainur kommer in i världen (Arda) var Sauron en maia i valan Aulës tjänst. Länge är han Aulë trogen och är inte bland de andar som låter sig påverkas av Morgoths musik då världen skapas. Sedermera är dock hans största önskan att skapa ordning och reda i Arda efter sitt eget tycke. Detta utnyttjar Morgoth som lyckas övertala Sauron att byta sida. Saurons beundran av Morgoths styrka och makt bidrar också starkt till detta.

## Första åldern
När Morgoth lämnar sin fästning Angband för att korrumpera människorna i öst, blir Sauron högsta befäl, krigar mot alverna och lyckas inta Tol Sirion, en ö som därefter får namnet Tol-in-Gaurhoth. Sauron tar ön som sin och är på sin mästares order stationerad där, ingen kan sedan färdas genom dalen utan att Sauron kan se det från sitt torn.
Efter att hans mästare Morgoth blivit besegrad i Vredens krig ber Sauron valar om nåd, men han vägrar att resa till den yttersta västern, till Valinor, för att bli dömd där. Istället, när Eonwë kommer för att hämta honom, flyr han och gömmer sig i östra Midgård.

## Andra åldern
Under den andra åldern, efter att ha legat dold i över 1000 år, syns Sauron på nytt. Han blir vän med alvsmederna i Eregion och ger dem råd om hur de kan överträffa sina tidigare verk. En del av alverna litar dock inte på honom, däribland Galadriel, Elrond och Gil-galad. Följaktligen släpps han inte in i deras riken. Alverna i Eregion bryr sig dock inte om deras varningar.
Med Saurons hjälp kan alvsmederna i Eregion uttänka och forma Maktens ringar, som ger mycket kraft till envar som bär dem, proportionellt till individens egen styrka. Men utan deras vetskap smider Sauron en egen ring i Domedagsberget.
Denna ring har kraften att dominera alla andra ringar och de som bär dem och böja dem efter Saurons vilja. Dock är ringarna oerhört kraftiga och för att kunna dominera dem är Sauron tvungen att ingjuta mycket av sin egen kraft i Härskarringen. Personer med tillräcklig styrka som även har Härskarringen har alltså även en stor del av Saurons kraft till sitt förfogande. När Härskarringen förstörs blir Sauron därför bara en skugga av sitt forna jag.
När Sauron tar på sig Härskarringen, för att dominera alverna, blir de varse honom. I ilska och rädsla tar de därför av sig sina ringar. Sauron svarar med att förklara krig mot dem eftersom han menar att ringarna skall ges till honom eftersom de inte kunnat skapa dem utan hans vägledning. Han invaderar Eriador, och alvsmedernas stad Ost-in-Edhil läggs i ruiner.
Alverna slår tillbaka och krossar Saurons styrkor. Sauron själv är nära att bli tillfångatagen, men han flyr.
Från och med denna tid är Sauron känd som Mordors mörke herre. Han reser Barad-dûr och fördelar sex av ringarna till dvärgarna (den första har Durin III fått av Celebrimbor själv) och de nio till människorna, men dvärgarna visar sig stå emot ringarnas makt i en omfattning Sauron inte hade tänkt sig.
Människorna däremot ger efter och böjs efter hans vilja och de blir nazgûl, hans mest fruktade tjänare. Sauron återtar kontrollen över alla onda varelser som fanns kvar efter Morgoths tid, såsom orcher och troll; både sådana som levde under och ovanpå jorden.